# HD 133485
HD 133485，又名BD+35 2644，SAO 64484、HR 5613，是一颗恒星，视星等为6.59，位于銀經55.89，銀緯60.82，其B1900.0坐标为赤經14h 59m 35.2s，赤緯+34° 60.82′ 27″。